# Miguel Francisco Gómez y Cabello
Miguel Francisco Gómez y Cabello (Fuentes Claras, Aragón, fin. siglo XVII-Zaragoza, 18 de diciembre de 1756) fue un escritor y religioso aragonés.
Doctor en teología y filosofía. Fue vicario de la parroquia de Valverde y desempeñó diversos cargos religiosos en la capital aragonesa: racionero penitenciario de La Seo, examinador sinodal del Arzobispado de Zaragoza, visitador general de la Diócesis, canónigo penitenciario y rector de la Universidad de Zaragoza en dos ocasiones, en 1744-1745 y 1749-1750. Su obra literaria es de carácter poético dentro del ámbito religioso. Sus Gozos a la Virgen del Pilar todavía se cantaban tradicionalmente a fines del siglo XIX. Fue la primera persona en ser enterrada en la cripta de la Basílica del Pilar, en 1764.

## Publicaciones
- Gómez y Cabello, Miguel Francisco: Poesía histórica ó gozos á la Santísima Virgen del Pilar, para cantarlos los infantes en su Angélica y Apostólica Capilla. folio, ca. 1750.
- Gómez y Cabello, Miguel Francisco: Novena al invicto martyr de Jesu-Christo San Pedro Arbuès, Colegial que fue en el Mayor de Bolonia, Canonigo de la Santa Iglesia Metropolitana Zaragoza. Zaragoza: Joseph Fort, 1750. 38 p.; 16º